# 8-й армійський корпус (Велика Британія)
VIII корпус Великої Британії (англ. VIII Corps (United Kingdom) — військове об'єднання, армійський корпус армії Великої Британії, часів Першої та Другої світової війни. Вперше сформований у травні 1915 на півострові Галліполі в ході Дарданельської операції, як Британський армійський корпус. У червні 1916 перейменований на VIII корпус Британської армії. Бився на Західному фронті до 1918 року.
Вдруге сформований у 1940 році, увійшов до складу Територіальної армії Великої Британії. Брав активну участь у висадці в Нормандії, операції «Маркет-Гарден» та боях в північно-західній Німеччині.

## Командування

### Командири
1-ше формування
- генерал-лейтенант Айлмер Хантер-Вестон (англ. Aylmer Hunter-Weston) (1915 — 1918);

2-ге формування
- генерал-лейтенант Гарольд Франклін (англ. Harold Franklyn) (липень 1940 — травень 1941);
- генерал-лейтенант Кеннет Артур Андерсон (англ. Kenneth Arthur Anderson) (травень — листопад 1941);
- генерал-лейтенант Артур Грассетт (англ. Arthur Grassett) (листопад 1941 — січень 1943);
- генерал-лейтенант Герберт Ламсден (англ. Herbert Lumsden) (січень — липень 1943);
- генерал-лейтенант Річард Маккрірі (англ. Richard McCreery) (липень — серпень 1943);
- генерал-лейтенант Джон Гардінг (англ. John Allan Harding) (листопад 1943 — січень 1944);
- генерал-лейтенант Річард О'Коннор (англ. Richard O'Connor) (січень — листопад 1944);
- генерал-лейтенант Евелін Баркер (англ. Evelyn Barker) (листопад 1944 — квітень 1946).